# João Pinheiro
João Pinheiro es un municipio brasileño del estado de Minas Gerais. Su población estimada en 2015 es de 89 179 habitantes, según el Instituto Brasileño de Geografía y Estadística (IBGE).

## Toponimia
Su nombre homenajea al expresidente del gobierno de Minas Gerais, João Pinheiro da Silva.

## Historia
Hacia 1818, surgió un pequeño poblado, fundado por bandeirantes y troperos que se dirigían hacia la Capitanía de Goiás. Algunos de ellos se asentaron en el actual municipio, animados por la cría de ganado y por el hallazgo de diamantes en el río Santo Antônio. El pueblo recibió el nombre de Santana de los Alegres, esta fue la primera denominación del primitivo arraial perteneciente al obispado de Pernambuco, que dio origen al municipio actual.
En 1873, el pueblo de Santana de los Alegres fue elevado a distrito (en tierras del municipio de Paracatu). Hasta 1902, los diamantes continuaron buscándose a orillas del río Santo Antônio y en el lecho de otros cursos de agua. El 30 de agosto de 1911, Santana de los Alegres, recibió su nombre actual, y se fue desmembrado de Paracatu. En 1925 se le concedieron los estatus de ciudad y sede de municipio.

## Geografía

### Clima
Según la clasificación climática de Köppen, el municipio se encuentra en el clima tropical seco Aw.
Según datos del Instituto Nacional de Meteorología (INMET), referentes al período de 1961 a 2017, la temperatura mínima absoluta registrada en João Pinheiro fue de 3,8 °C el 23 de julio de 1973, y la máxima absoluta alcanzó los 39,8 °C el 6 de octubre de 2005. El mayor acumulado de precipitación en 24 horas fue de 171,2 mm el 17 de diciembre de 2011. Otros grandes acumulados fueron 148,7 mm el 25 de enero de 2009, 131,8 mm el 21 de noviembre de 1984, 121,3 mm el 3 de febrero de 2007, 117,9 mm el 4 de febrero de 2008, 110,8 mm el 19 de noviembre de 2001, 108,2 mm el 3 de enero de 1981 y 104,4 mm el 26 de marzo de 1981, 103,6 mm el 30 de diciembre de 2001, 103,2 mm el 23 de marzo de 1991, 101 mm el 15 de enero de 1980 y 100,4 mm el 3 de febrero de 1983. El mes de mayor precipitación fue enero de 1964, con 629,8 mm.

### División administrativa
La población se distribuye, además del distrito-sede de João Pinheiro, en los distritos de Caatinga, Canabrava, Luizlandia del Oeste, Ojos de Agua del Oeste, Santa Luzia da Serra y Veredas.